# Ebbies Bluff
Ebbies Bluff ist ein deutscher Spielfilm aus dem Jahre 1993. Til Schweiger erzielte mit der Komödie einen ersten Achtungserfolg und erhielt den Max Ophüls Preis als bester Nachwuchsdarsteller.

## Handlung
Der Amateurboxer Rudy steht am Ende seiner Karriere als Boxer und schlägt sich mit dem Ausfahren von Hühnereiern durch. Auf Anraten seines Managers und Freundes Ebbie steigt er als Sänger und Gitarrist ins Musikgeschäft ein, obwohl Rudy im Grunde talentlos ist. Dennoch gelingt es Ebbie, seinem Boxer über seine alte Freundin Bambi einen Schallplattenvertrag zu vermitteln. Die erste Platte wird gleich zum Totalflop und Ebbies Gläubiger Schmidtmeyer drängt auf Rückzahlung. Ein glückliche Wendung löst die Krisensituation auf. Aber all das hat Rudy – ausgezählt im Ring liegend – nur geträumt.

## Kritiken
„Im Halbweltmilieu angesiedelte Geschichte mit einigen satirischen Spitzen gegen die Musikbranche, doch letztlich zu diffus, um nachhaltig Interesse wecken zu können.“

## Dies & Das
- Franz-Josef Heumannskämper inszenierte im Film den Monolog von J.W.v. Goethe als Theaterregisseur mit Sabine von Maydell und spielte einen Kokain schniefenden Tanzlehrer im Ruhrgebiet.
- In einer Nebenrolle ist René Weller, der ehemalige deutsche Europameister im Boxsport, zu sehen. Er spielt sich selbst.
- Die gesamte Filmmusik stammt aus der Feder des ehemaligen Trio-Gitarristen Kralle Krawinkel. Auch das Titellied „Eisenmann“ stammt von ihm.
- Til Schweiger erhielt 1993 für diesen Film den Max-Ophüls-Preis als bester Nachwuchsdarsteller.